# Rapenburgwal
Le Rapenburgwal est un canal secondaire de la ville d'Amsterdam. Il est situé à l'est de l'arrondissement de Centrum (dans le Lastage) et fait office de frontière nord de l'île d'Uilenburg. Il est ainsi relié au Oudeschans et au Uilenburgergracht, qui délimitent respectivement l'ouest et l'est de l'île. 